# Reserva Natural de Bastak
A Reserva Natural de Bastak (em russo: Бастак заповедник) é uma área protegida na Rússia, localizada na bacia do rio Amur, no Extremo Oriente Russo. O território da reserva cobre o sudeste do tergo de Bureinsky e a periferia norte de Sredneamurskaya. Situa-se a cerca de 10 quilómetros a norte da cidade de Birobidzhan, no Distrito de Birobidzhansky, e é a única reserva natural no Oblast Autónomo Judaico.

## Topografia
A reserva pode ser dividida em duas partes, os planaltos, a noroeste, e as planícies a sudeste. Os planaltos revelam uma cadeia de esporões do sistema montanhoso de Khingan-Bureya, um maciço antigo. As planícies fazem parte do sistema montanhoso de Sikhote-Alin. Os esporos encontra-se alinhados de norte para sul, uma formação típica do extremo oriente. Na parte norte da reserva, as montanhas elevam-se até aos 1207 metros de altitude, com uma altitude média de 800 metros; as encostas são íngremes e os vales dos rios são profundos. No sul, a altitude média situa-se entre os 400 e os 500 metros de altitude, com o terreno caracterizado por formas mais suaves em vez de vales profundos. As áreas mais profundas situam-se a 200 metros de altitude.
O rio Amur corre através da fronteira sul de Bastak, e a própria reserva natural tem uma rede de pequenos rios e alguns lagos. A maior parte dos rio e dos riachos correm no sentido noroeste para sudeste, com a parte jusante a passar por vales rochosos e a parte montante em planícies. Durante a primavera, ocorrem fortes inundações nestas planícies. O rio mais longo é rio Bastak, com 73 quilómetros de extensão.

## Clima e Eco-região
Bastak está localizada numa eco-região de florestas mistas. A região do rio Ussuri encontra-se no meio da bacia do rio Amur, a oeste das montanhas de Sikhote-Alin. Várias espécies de pinheiros e árvores de folhas largas encontra-se espalhadas por todos os níveis da reserva.
O clima de Bastak é um clima continental húmido. Este clima é caracterizado por uma grande variação na temperatura, seja entre o dia e a noite, seja entre estações. Os invernos são secos e os verões frescos.